# Браун, Мария
Мария Йоханна Филипсен-Браун (нидерл. Maria Johanna Philipsen-Braun, 22 июня 1911 — 23 июня 1982) — нидерландская пловчиха, олимпийская чемпионка и чемпионка Европы.

## Биография
Родилась в 1911 году в Роттердаме; её мать (которую также звали Мария Браун) была известным тренером по плаванию. В 1927 году завоевала золотую и две серебряных медали чемпионата Европы. В 1928 году на Олимпийских играх в Амстердаме стала чемпионкой на дистанции 100 м на спине, и завоевала серебряную медаль на дистанции 400 м вольным стилем. В 1931 году завоевала три золотые медали чемпионата Европы. В 1932 году приняла участие в Олимпийских играх в Лос-Анджелесе, но перед финалами попала в больницу с лихорадкой. После этого её спортивная карьера завершилась.